# Rubus playfairianus
Rubus playfairianus là loài thực vật có hoa trong họ Hoa hồng. Loài này được Hemsl. ex Focke miêu tả khoa học đầu tiên năm 1910.